# 扎波堯伊·芭芭拉
扎波堯伊·芭芭拉（匈牙利語：Szapolyai Borbála，1495年—1515年10月2日），波蘭王后，匈牙利國王亞諾什一世的妹妹。

## 家庭
1512年，芭芭拉與波蘭國王齊格蒙特一世結婚，兩人共有兩個女兒：
1. 雅德薇加（1513年—1573年）
2. 安娜（1515年—1520年），夭折